# Secrets (film, 1943)
Pour les articles homonymes, voir Secrets.
Pour plus de détails, voir Fiche technique et Distribution.
Secrets est un film français réalisé par Pierre Blanchar, sorti en 1943, adaptation de la pièce de Tourgueniev, Un mois à la campagne.

## Synopsis
L'été, dans une grande maison à la campagne, près d'Arles, Marie-Thérèse mariée à Pierre entretient avec René, l'« ami de la famille », une amitié amoureuse. Pour améliorer les résultats scolaires de son petit garçon, Pitou, elle fait appel à un précepteur, Michel, qui doit s'occuper de lui pendant les vacances. Claire, une jeune fille orpheline de 17 ans élevée par la mère de Marie-Thérèse, partage les cours et les sorties du maître et de l'élève, et n'est pas indifférente au charme du jeune homme.
Marie-Thérèse tombe également amoureuse du jeune précepteur et jalouse sa pupille. Elle essaye de refouler ce trouble qui explose dans une séquence onirique du film où elle rêve qu'elle avoue son amour au précepteur et que René arrive pour les séparer et tente de la violer.

## Fiche technique
- Titre : Secrets
- Réalisation : Pierre Blanchar
- Scénario : Bernard Zimmer d'après la pièce de théâtre Un mois à la campagne d'Ivan Tourgueniev
- Décors : Jean Perrier
- Photographie : Christian Matras
- Montage : Roger Spiri-Mercanton
- Son : Pierre Calvet
- Musique : Arthur Honegger
- Directeur de production : Christian Stengel
- Société de production : Pathé
- Pays d'origine :  France
- Format : Noir et blanc - 35 mm - 1,37:1
- Genre : comédie dramatique
- Durée : 100 minutes
- Date de sortie : France, 17 mars 1943

## Distribution
- Pierre Blanchar : René Belsegui
- Marie Déa : Marie-Thérèse Danglade
- Jacques Dumesnil : Pierre Danglade
- Carlettina : Jean-Pierre, dit Pitou
- Marguerite Moreno : Madame Auguste
- Suzy Carrier : Claire, sa gouvernante
- Gilbert Gil : Michel Aylias, le précepteur
- Auguste Mouriès : Le docteur (comme Mourriès)
- Madeleine Geoffroy : Agathe
- Eugène Chevalier : Vincent
- Max Dalban : Monsieur Amadou
- Geneviève Morel : Magali, la bonne